# Холоевка
Холоевка (укр. Холоївка) — река в Шептицком районе Львовской области, Украина. Правый приток Западного Буга (бассейн Вислы).
Истоки расположены на окраине села Узловое. Течёт по территории Надбужанской котловины на запад, в среднем течении поворачивает на северо-запад. Впадает в Западный Буг между сёлами Тышица и Стриганка.
Длина реки 18 км, площадь бассейна 48 км². Долина широкая, русло слабоизвилистое, местами канализированное и выпрямленное. Пойма двусторонняя, местами заболочена.